# Ivan Öfverholm (1942–2018)
Ivan Öfverholm, född 21 mars 1942 i Ludvika församling i Kopparbergs län, död 6 mars 2018, var en svensk civilingenjör och företagsledare. 
Öfverholm avlade civilingenjörsexamen i elektroteknik vid Chalmers tekniska högskola 1968. Han var verkställande direktör för Saab Ericsson Space 1984–2000 (nu Ruag Space). 
Öfverholm invaldes 1994 som ledamot av Ingenjörsvetenskapsakademien. 2007 startade han Ingenjörer utan gränser där han var ordförande till och med 2015.  
Mellan åren 2000-2002 grundade och drev Öfverholm ATELSAT Ltd i Johannesburg SA och från 2004-2007 var  han ESA:s Industrial Ombudsman för småindustri.  
Han var son till ASEA-direktören Håkan Öfverholm (1905–1982) och Gun Anderson (1911–2002) samt sonson till civilingenjör Ivan Öfverholm och dotterson till urmakarmästaren Stefan Anderson. Han var systerson till Stig Stefanson och Birgit Ridderstedt. Han var gift med Annika Lidvall (född 1946).